# Ernst Nittner
Ernst Nittner (* 10. März 1915 in Kaaden, Österreich-Ungarn als Ernst Rudolf Nittner; † 11. Mai 1997 in Flintsbach am Inn, Landkreis Rosenheim) war ein deutscher Historiker.

## Leben
Ernst Nittner wurde 1915 in Kaaden als Sohn des k.k. Rittmeisters Ernst Edmund Josef Nittner (* 1879) und dessen Ehefrau Emilie Anna geb. Mischka (* 1886) geboren. Die Familie Nittner gehörte zu den Honoratioren der Stadt. 1933 absolvierte er sein Abitur am Realgymnasium in Kaaden und studierte Geschichte, Slawistik und Philosophie auf Lehramt an der Deutschen Universität Prag. Er wurde 1938 in Prag mit der Arbeit B. Bolzanos geistiger Einfluß auf K. Havlícek. Eine vergleichende Studie des nationalen, religiösen und philosophischen Ideengutes; zugleich ein kleiner Beitrag zur Geschichte der böhmisch-katholischen Aufklärung. zum Dr. phil. promoviert. Er war in der Jugendbewegung engagiert. So leitete er 1934/35 den Jugendbund Staffelstein und gehörte einem Kreis um Eduard Winter an.
1939 zur Wehrmacht eingezogen, nahm er am Zweiten Weltkrieg als Artillerieoffizier teil, zuletzt als Hauptmann und Batteriechef. 1940 heiratete er Ilse Schindler, mit der er eine Tochter hatte. Er geriet in Kriegsgefangenschaft und wurde nach dem Ende des Krieges vertrieben. Er wurde Gymnasiallehrer in Bad Neustadt an der Saale. In Bad Neustadt war er auch als Stadtrat tätig und gehörte dem Kreistag und dem Bezirkstag an. 1960 wurde er Dozent beim Wissenschaftlichen Dienst in der Offiziersausbildung der Bundeswehr, war von 1966 bis 1968 Leiter des Wissenschaftlichen Forschungs- und Lehrstabes der Bundeswehrschule für Innere Führung in Koblenz. Er wurde Leiter des Instituts für Erziehung und Bildung in den Streitkräften in Heide. 1969 wurde er Leitender Wissenschaftlicher Direktor an der Stabsakademie in Hamburg. Von 1970 bis 1973 war er als kommissarischer Leiter des wissenschaftlichen Lehrstabes der Wehrakademie Hilden tätig. 1973 wurde er Professor für Zeitgeschichte an der Universität der Bundeswehr München. 1980 ging er in den Ruhestand.
Von 1973 bis 1997 war er Gründungsvorstand des Institutum Bohemicum der Ackermann-Gemeinde. Er wurde am 24. November 1979 als ordentliches Mitglied der Geisteswissenschaftlichen Klasse der Sudetendeutschen Akademie der Wissenschaften und Künste berufen. Seit 1967 war er Ehrenmitglied der katholischen Studentenverbindung KDStV Vandalia Prag zu München.
Er hat sich neben Themen der Sudetendeutschen unter anderem mit dem Ideologiebegriff von Eugen Lemberg auseinandergesetzt.

## Ehrungen
- 1978: Sudetendeutscher Kulturpreis für Wissenschaft
- 1991: Bundesverdienstkreuz 1. Klasse
- Bayerischer Verdienstorden
- Päpstlicher Silvesterorden

## Schriften
- Ernst Nittner: Der böhmisch-mährische Raum als Objekt des hitlerischen Imperialismus, 1960
- Ernst Nittner: Geschichte, Maximilian-Verlag Herford/Bonn, 1963
- Ernst Nittner (Hrsg.): Dokumente zur sudetendeutschen Frage 1916 bis 1967, Ackermann-Gemeinde München 1967
- Ernst Nittner: Der Weg zum Heute, Die Geschichte der letzten 2 Jahrhunderte, Maximilian-Verlag Herford/Bonn, 1973 (4. Auflage), ISBN 3-7869-0060-4
- Ernst Nittner: Erzbischof und Prager Universität in der Zeit vom Regierungsantritt Maria Theresias bis zur Entkonfessionalisierung der Universität (1740-1873). In: Archiv für Kirchengeschichte von Böhmen - Mähren - Schlesien 3 (1973) 110–137
- Ernst Nittner, Adolf Kunzmann: Tausend Jahre Bistum Prag 1973 - 1973, Ackermann-Gemeinde München 1974
- Ernst Nittner, Hans Schmid-Egger: Staffelstein: Jugendbewegung und Katholische Erneuerung bei den Sudetendeutschen zwischen den grossen Kriegen, Aufstieg-Verlag München 1983, ISBN 3-7612-0173-7
- August Naegle, Rektor der Deutschen Universität Prag in schwerer Zeit, GDS Schernfeld 1988, ISBN 3-923621-40-X
- Tausend Jahre deutsch-tschechische Nachbarschaft. Daten, Namen und Fakten zur politischen, gesellschaftlichen, kulturellen und kirchlichen Entwicklung in den böhmischen Ländern, Institutum Bohemicum 1988, ISBN 3-924020-12-4
- Ernst Nittner, Jaromir Louzil, Jaroslav Stritecky: Denkanstösse zur Deutsch-Tschechischen Partnerschaft. Drei Beispiele aus der Geschichte., Institutum Bohemicum 1990, ISBN  3-924020-14-0